# Norbert Altenhofer
Norbert Altenhofer (* 30. Juni 1939 in Saarbrücken; † 7. August 1991 in München) war ein deutscher Literaturwissenschaftler und Hochschullehrer.

## Leben und Wirken
Altenhofer studierte Germanistik an der Johann Wolfgang Goethe-Universität Frankfurt am Main, wo er 1966 mit einer Dissertation über Hofmannthals Lustspiel Der Unbestechliche promoviert wurde. Seit 1972 war er in Frankfurt Professor für Neue Deutsche Literaturwissenschaft am Institut für Deutsche Sprache und Literatur II. Altenhofer hatte ein weites Forschungsspektrum und war auch an komparatistischen Herangehensweisen interessiert. Mehrfach setzte er sich mit dem Schriftsteller Heinrich Heine auseinander; in der Reihe Dichter über ihre Dichtungen gab er eine dreibändige ihm gewidmete Ausgabe heraus. Später übernahm er die Leitung des DFG-Projekts Bibliographia Judaica und war auch Herausgeber der ersten Jahrbücher des von ihm mitgegründeten Vereins Archiv Bibliographia Judaica. Die von ihm geplante kritische Gesamtausgabe der Werke von Gustav Landauer kam aufgrund seines plötzlichen Todes nicht mehr zustande. Seine verstreuten Schriften zu Hofmannsthal, Heine und zur Hermeneutik wurden jeweils posthum in Sammelbänden herausgegeben.

## Veröffentlichungen
- Hofmannsthals Lustspiel „Der Unbestechliche“. Gehlen, Bad Homburg vor der Höhe 1967 (Frankfurter Arbeiten zur Germanistik; 2)
- Harzreise in die Zeit. Zum Funktionszusammenhang von Traum, Witz und Zensur in Heines früher Prosa. Heinrich-Heine-Gesellschaft, Düsseldorf 1972
- Neues Handbuch der Literaturwissenschaft. Band 16: Europäische Romantik III. Mit Alfred Estermann. Aula-Verlag, Wiebelsheim 1985, ISBN 3-89104-064-4
- Die verlorene Augensprache. Über Heinrich Heine. Hrsg. von Volker Bohn. Insel-Verlag, Frankfurt am Main 1993, ISBN 3-458-16519-3
- Poesie als Auslegung. Schriften zur Hermeneutik. Hrsg. von Volker Bohn. Winter, Heidelberg 1993, ISBN 3-8253-0090-0
- Die Ironie der Dinge. Zum späten Hofmannsthal. Hrsg. von Leonhard M. Fiedler. Lang, Frankfurt am Main 1995, ISBN 3-631-47359-1